# Giovanni Battista Gaulli

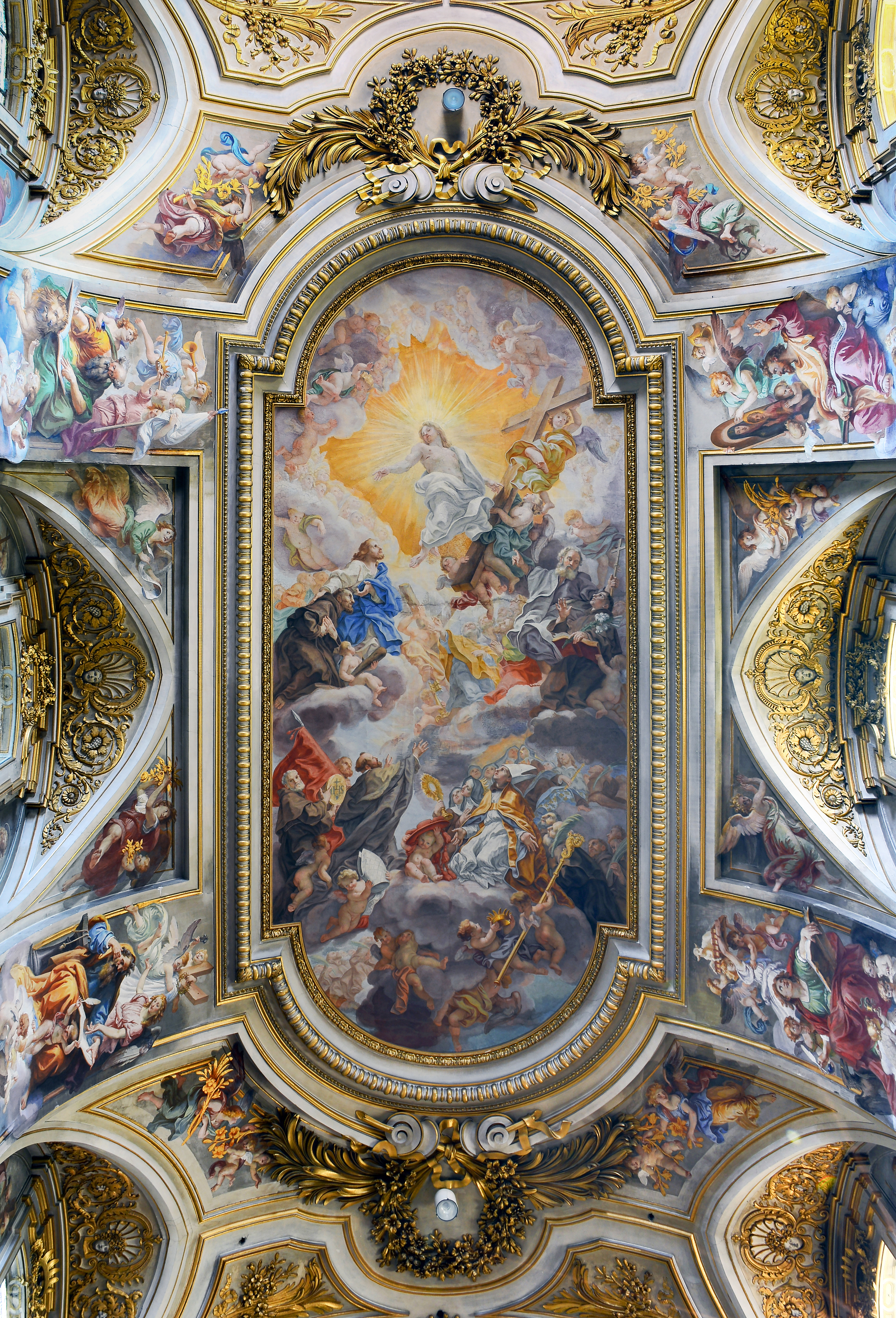
Triomf de l'Ordre dels Franciscans. Roma, Església Del Santíssim Apòstol.

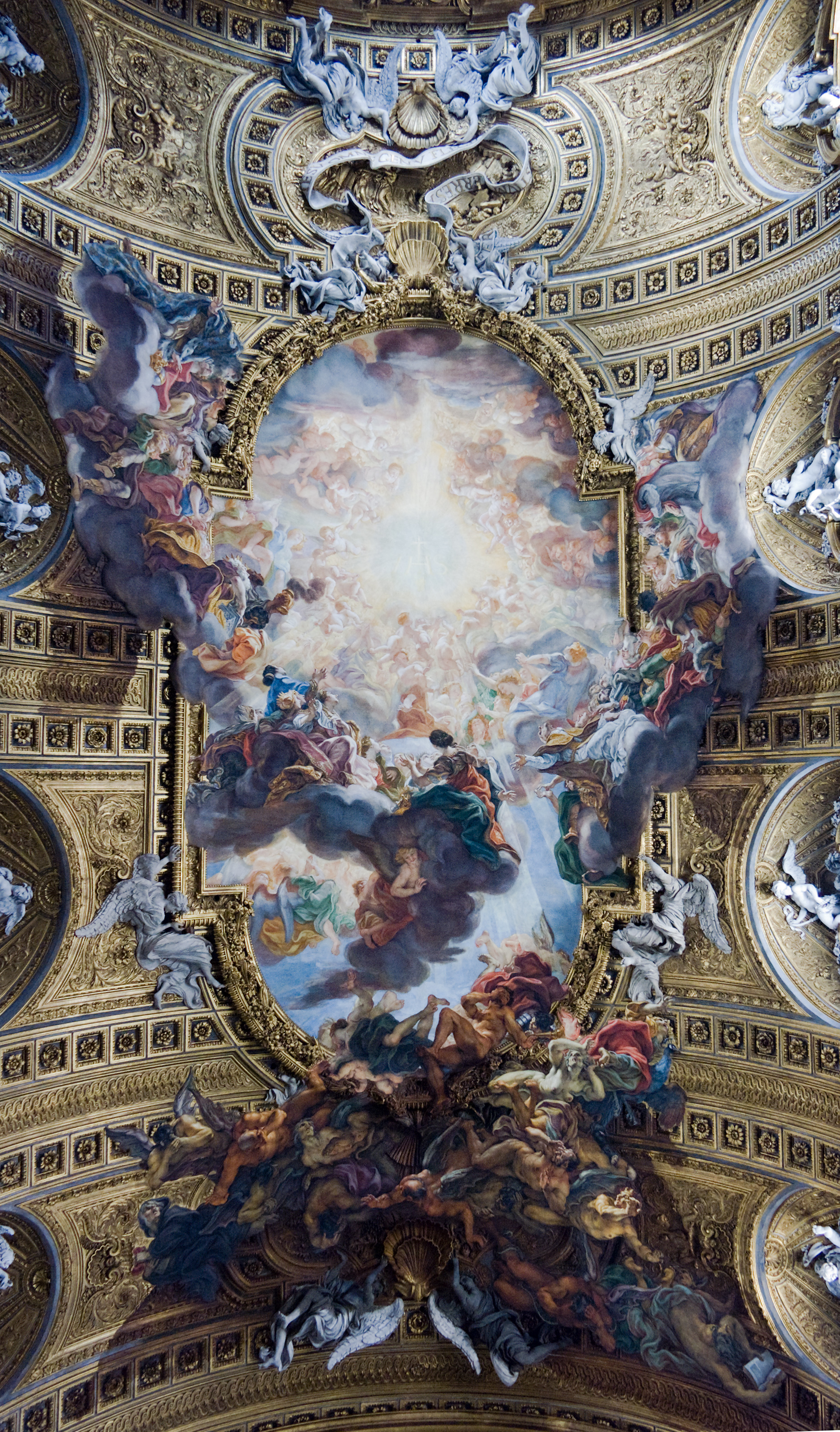
La Veneració del Nom Sagrat de Jesús, amb Gianlorenzo Bernini, al sostre de la nau de l'Església del Jesús a Roma.

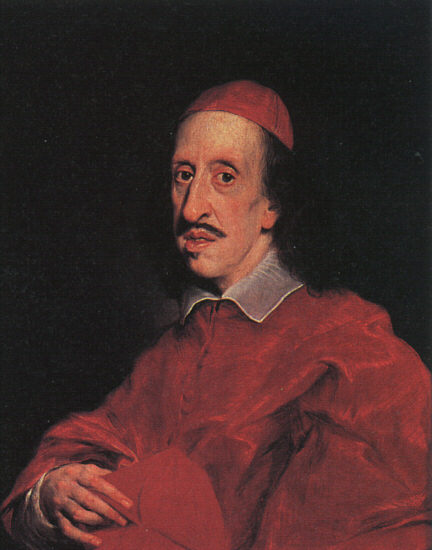
Baciccio's portrait of Cardinal Leopoldo de' Medici, Galleria degli Uffizi, Florència.

Giovanni Battista Gaulli (Gènova, 8 de maig de 1639 - Roma, 2 d'abril de 1709), també conegut com a Baciccio, Il Baciccio o Baciccia, va ser un pintor del Barroc Alt Italià, conegut pel seu fresc de voltes il·lusionistic, influït per Gianlorenzo Bernini, a l'església del Gesù de Roma.

## Biografia i desenvolupament d'estil
Gaulli va néixer a Gènova, on els seus pares morien de la plaga de 1657. Inicialment va aprendre de Luciano Borzone. En aquella època, la Gènova de Gaulli era un cosmopolita centre artístic italià, obert a empreses tant comercials com artístiques dels de països del nord d'Europa, incloent-hi països amb poblacions no catòliques com Anglaterra i les províncies holandeses. Pintors com Peter Paul Rubens i Anton Van Dyck van viure a Gènova uns quants anys. Les primeres influències de Gaulli haurien vingut d'una combinació eclèctica d'aquests pintors estrangers i d'altres artistes locals, incloent-hi Valerio Castello, Giovanni Benedetto Castiglione, i Bernardo Strozzi, de qui Gaulli va adaptar la seva paleta de colors calents. Durant els anys 1660, experimentava amb una paleta més fresca l'estil lineal de classicisme Bolonyès.
Ben aviat va marxar a viure a Roma. El 1662, se l'acceptava al gremi dels artistes Romans, l'Accademia di San Luca. L'any següent, rebia la seva primera comissió pública per a un retaule, a l'església de Sant Roc, Roma. Rebia molts encàrrecs privats per a treballs mitològics i religiosos.
Des de 1669, tanmateix, després d'una visita a Parma i de veure el fresc del sostre de la cúpula de la Catedral de Parma, d'Antonio da Correggio, la pintura de Gaulli va perdre una mica el seu aspecte lineal i les seves composicions es van començar a organitzar seguint la tècnica del disotto en su ("admirar des de sota"), fet que influiria en la seva obra mestra posterior. En aquests moments, Gaulli era un dels retratistes més apreciats de Roma. Gaulli és molt conegut per les seves pintures, però també han sobreviscut molts dibuixos, en diferents mitjans. Tot són estudis per a pintures.
Gaulli moria a Roma, poc després del 26 de març de 1709, probablement el 2 d'abril.

### Frescs per a l'Església del Gesù
Durant la primera part del segle xvii, l'extensa decoració de l'interior s'havia completat per a les dues esglésies majors, (Sant'Andrea della Valle i la Chiesa Nuova di Vallicella, de dues ordres contrareformistes essencials, els Teatins i els Oratorians. Això no era cert per a les dues grans esglésies Jesuïtes de Roma, que, mentre ric en marbre i pedra, romanien artísticament estèril en aquells moments. Aquest buit hauria estat especialment evident per a Il Gesù, amb el seu sostre de naus de guix en blanc cavernós. La manca de finançament i la inèrcia aturaven la seva decoració.
El 1661, l'elecció d'un General nou de l'ordre Jesuita, Gian Paolo Oliva, avançava la decoració. El francès Jacques Courtois havia esdevingut un pintor respectat i era el candidat principal per la seva decoració. Oliva i el líder de la família de patrons principal, el Duc de Parma, Ranuccio Ii Farnese a qui el seu oncle el Cardenal Alexandre Farnese havia atorgat la construcció l'església, començava a negociar si Borgognone hauria de decorar la volta. Oliva volia el seu company per a la comissió, tot i així se suggerien d'altres noms prominents, com Maratta, Ferri, o Giacinto Brandi. En el fons, amb el suport persuasiu de Gian Lorenzo Bernini, Oliva atorgava la comissió prestigiosa a Gaulli, de 22 anys. Aquesta elecció pot haver estat una mica controvertida, des que les figures despullades de Gaulli per a Sant'Agnese in Agone havien ofès a alguns ulls, i, com havia passat als frescs de la Capella Sixtina, es va exigir que fossin repintats per posar-los vestits.
Gaulli va decorar la cúpula sencera. El contracte original estipulat per la cúpula era ser completat en dos anys, i la resta en deu anys. Quan trobava l'aprovació d'un plafó, Gaulli rebia 14.000 scudi més despeses. El fresc principal de les voltes es va descobrir la Nit de Nadal de 1679. Després d'això, va continuar pintant les voltes de la tribuna i d'altres àrees a l'església fins a 1685.
El programa de Gaulli per a la nau va ser probablement supervisat per Oliva i Bernini; tot i que no és clar quant contribuïen els tres i si tots ells compartien la mateixa filosofia. Durant aquest temps, Bernini suposadament defensava alguns ensenyaments de quietisme del sacerdot espanyol Miguel De Molinos, qui posteriorment fou condemnat com herètic. Molinos proposava que Déu era accessible internament durant una experiència individual, mentre que el Jesuïtess veien l'església i el clergat com a mitjancer essencial per a l'accés a la salvació de Crist. En el fons, només mentre Bernini aprovava el fresc i la nova concepció plàstica, Gaulli va barrejar aquestes idees de moda d'una manera acceptable per al seu patró.
L'obra mestra de les naus de Gaulli, el "Triomf del Nom Sagrat de Jesús", és una al·legoria del treball del Jesuites que embolca adoradors (o observadors) sota el terbolí de dedicació. Girant s'imagina a les fosques frontera de la base d'estructura de composició del cel obert, alguna vegada aixecant-se cap a dalt cap a una visió celestial de la profunditat infinita. El llum del nom de Jesús - IHS - i el símbol de l'ordre Jesuita és recollit per patrons i sants al damunt dels núvols; mentre en la foscor per sota, es veu un brillant fusilament d'heretges, com colpejats per explosions del Judici Final. Degut al gran efecte teatral aquí inspirat i desenvolupat sota el seu mentor, els crítics van etiquetar Gaulli un "Bernini en pintura" o "les idees d'un portaveu de Bernini.

### Treball Posterior i llegat
Una sèrie de sostres van ser pintats a les naus d'esglésies romanes durant les tres darreres dècades del segle xvii, incloent-hi l'al·legoria massiva d'Andrea Pozzo a l'altra església Jesuïta romana, S. Ignazio, així com Domenico Maria Canuti i Enrico Haffner Apoteosi a Sisto d'E de SANTISSIMI DOMENICO. Al segle xviii, Giovanni Battista Tiepolo i altres continuaven quadratura en la gran conducta. Però mentre el moviment de Barroc Alt es convertia en el Rococó més juganer, la popularitat d'aquest estil es va reduir. En els seus treballs posteriors, Gaulli també es traslladava en aquesta direcció. Així, per contrast a la magnificència de la seva composició a Il Gesù, Gaulli gradualment va anar adoptant menys colors intensos, i més composicions delicades després de 1685, trets distintius del Rococó.
Gaulli acumulava un nombre gran d'alumnes. Se'l descriu com fàcil d'enfadar-se; però preparat per recuperar-se, on la raó estava satisfeta... generós, liberal de ment, i benèfic, de manera especial cap als pobres.

### Llista de treballs
- La veneració del Nom Sagrat de Jesús/Adoració del Nom de Jesús/Triomf en nom de Jesús (Il Gesù, Roma) (1674-79)
- Quatre Virtuts Cardinals (Sant' Agnese, Roma)
- Autoretrat (uffizi)
- Retrats de set papes consecutius:
  - Alexandre VII
  - Climent IX
  - Climent X
  - Innocenci XI
  - Alexandre VIII
  - Innocenci XII
  - Climent XI